# City Airport Train

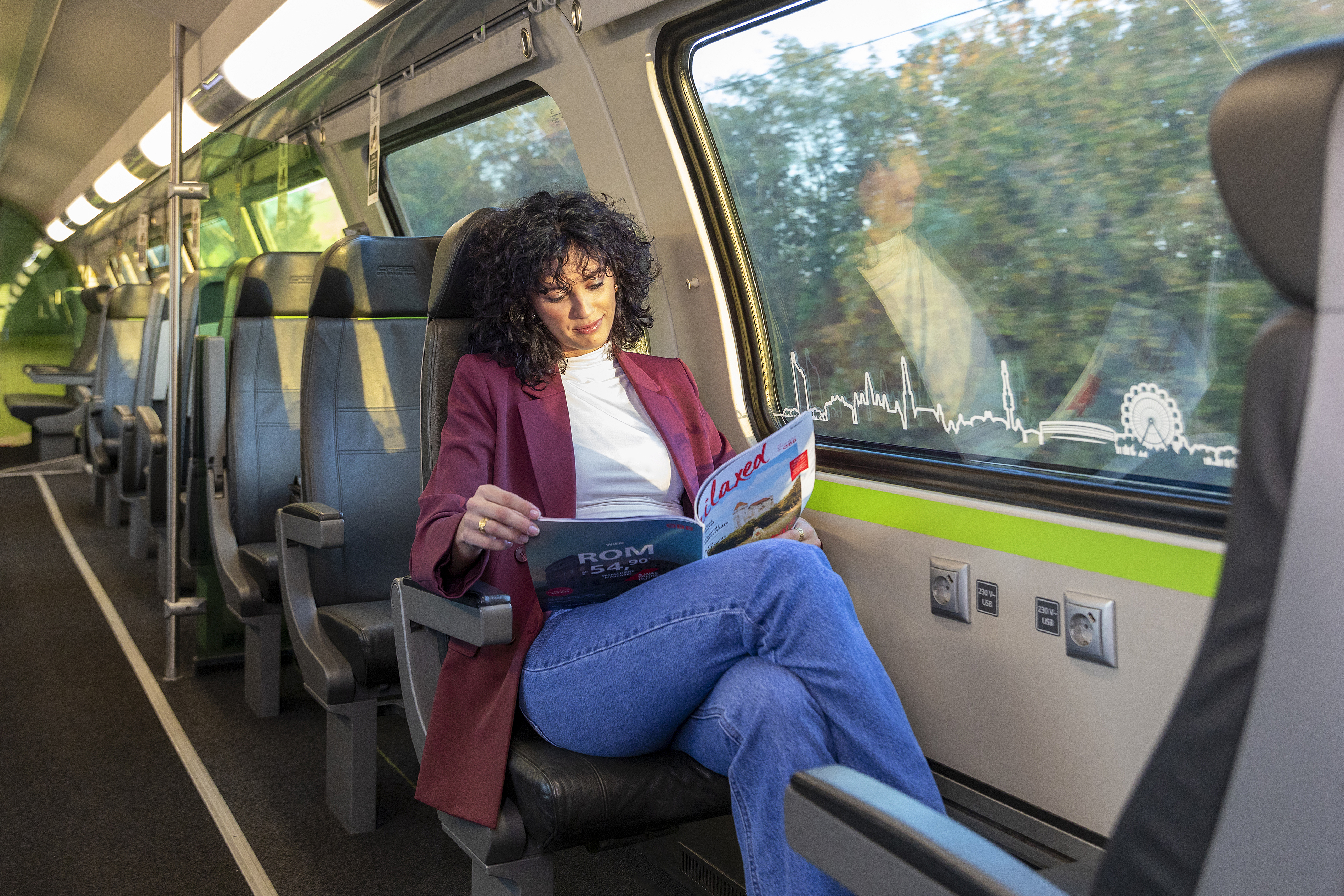
L'intérieur du train CAT

Le City Airport Train (CAT) est une liaison rail aéroport de 19.6 km qui relie le centre de la capitale autrichienne, Vienne, à son aéroport international, Vienne-Schwechat.

## Caractéristiques techniques
La liaison CAT utilise les voies de la ligne S7 du S-Bahn, qui dessert également l'aéroport, mais moyennant un temps de transport supérieur, 25 minutes contre 16 pour la liaison CAT. À l'inverse, le prix du ticket du S-Bahn est presque deux tiers moins cher (11 € contre 3,90 €). Le prix pour un billet tour-retour est 19€ (acheté online).

## Stations
La CAT a son terminus viennois à la gare du CAT, située Invalidenstrasse/Marxer Brücke, dans le bâtiment de la gare Wien-Mitte, où une correspondance est assurée avec les lignes U3 et U4 du métro, et ne marque aucun arrêt avant de parvenir à l'aéroport.

## Exploitation
L'exploitant de la CAT est la compagnie City Air Terminal Betriebsgesellschaft m.b.H, contrôlée à 50,1 % par l'Aéroport de Vienne-Schwechat et à 49,9 % par les Chemins de fer fédéraux autrichiens. Cette compagnie a été créée en 2002 et le premier train a circulé le 14 décembre 2003.
En 2022, la desserte est assurée par des rames réversibles à deux niveaux mues par des locomotives électriques Taurus série 1016, louées à ÖBB, qui circulent tous les jours de six à vingt-trois heures, toutes les demi-heures. Il est possible de procéder aux opérations d'enregistrement du vol dans la gare du CAT.
Les rames sont composées de trois voitures à deux niveaux dont une voiture pilote et le nombre de places assises est de 243.
En raison de la crise sanitaire, liée au Covid-19 et à la réduction du trafic aérien, son activité (CAT) a été suspendue du 19 mars 2020 au 29 mars 2022. En 2019, le nombre de voyageurs avoisinait 1.7 million, en progression de 3% par rapport à 2018.

## Services

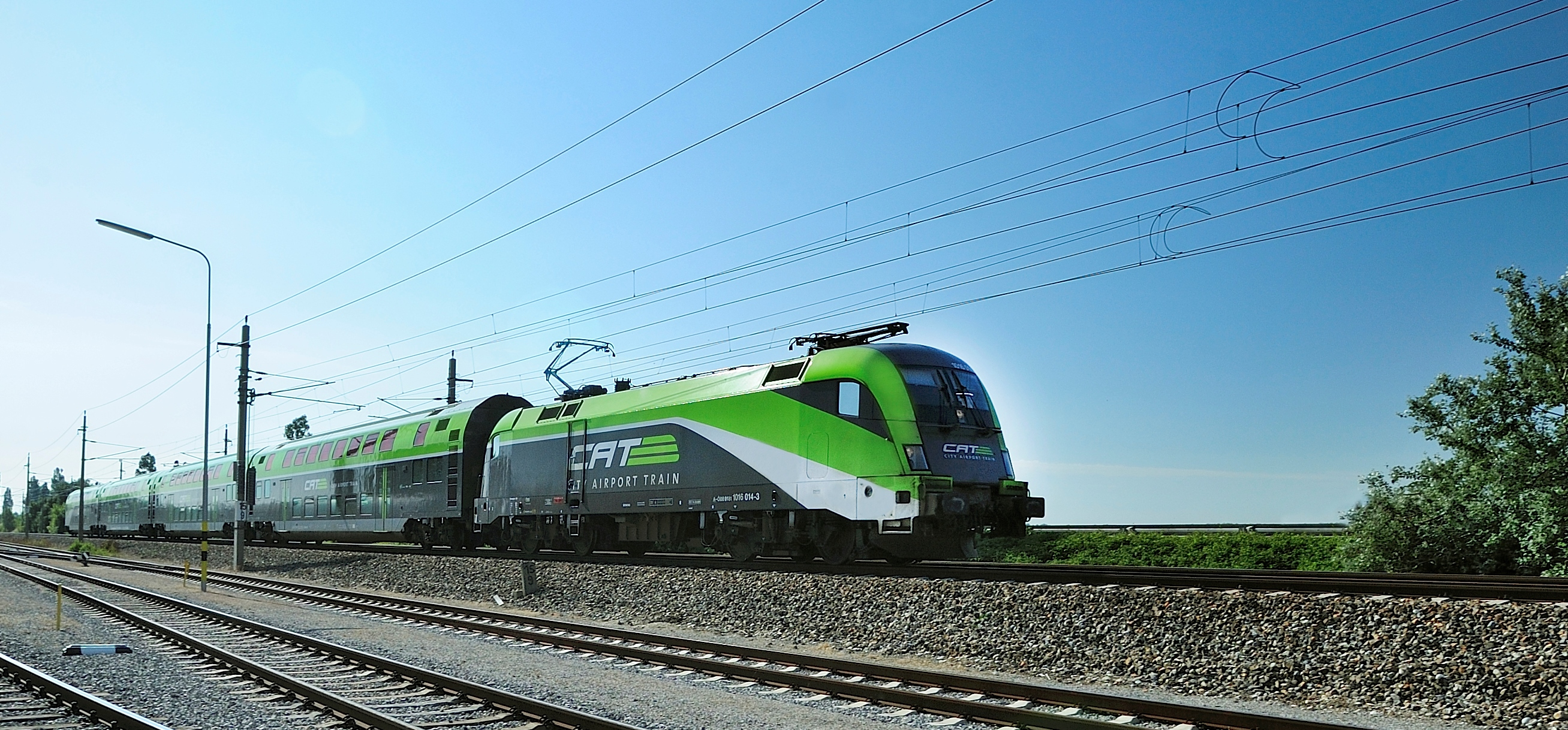
Un train CAT sur les voies Zinner.

Les passagers CAT ont la possibilité de s'enregistrer pour leur vol et de déposer leurs bagages au City Air Terminal. Cette option est aujourd'hui proposée pour environ 80 % des vols. Cet enregistrement en ville est possible jusqu'à 75 minutes avant le départ et, dans de nombreux cas, 24 heures à l'avance. Les compagnies aériennes qui proposent l'enregistrement en ville sont Austrian Airlines, Brussels Airlines, Bulgaria Air, Croatia Airlines, Eurowings, Lufthansa, Luxair, Norwegian, Swiss, TAP Air Portugal et Wizz Air. Après l'enregistrement en ville, les bagages sont sous la responsabilité de la compagnie aérienne concernée et sont automatiquement transférés à l'aéroport.
Des guichets d'information occupés se trouvent dans le terminal City Air et à l'aéroport. Dans chaque rame, des agents de train sont en outre présents pour répondre aux questions et contrôler ou vendre les billets.  
Le CAT offre des couloirs particulièrement larges, un vaste espace pour les bagages, le Wi-Fi gratuit, des prises de courant et des écrans de télévision dans le train, fournissant aux visiteurs des informations sur Vienne. Un grand nombre de journaux et de magazines ainsi que des magazines gratuits sont disponibles à bord du train et dans les gares.
Les billets peuvent déjà être réservés sur Internet sur www.cityairporttrain.com ou auprès des billetteries CAT au City Air Terminal à Wien Mitte et à l'aéroport de Vienne.
Le Cat Bonus Club est le programme d'adhésion du City Airport Train. Les membres du Bonus Club collectent des trajets qui peuvent être remboursés en échange de récompenses. L'adhésion est gratuite.

## Options de ticket
Les billets pour le City Airport Train (CAT) peuvent être achetés aux guichets d'information, aux distributeurs automatiques de billets, dans le train ou à l'avance en ligne. Il existe des billets simples et des billets aller-retour, qui coûtent 14,90 € et 24,90 € respectivement. En outre, il est possible d'acheter un billet combiné pour le CAT et un billet individuel pour Vienne, qui est également valable pour 24, 48 ou 72 heures.
Grâce à la coopération avec ÖBB, VOR et Wiener Linien ainsi qu'au KlimaTicket, les détenteurs d'un ticket annuel Wiener Linien, d'un KlimaTicket ou d'une carte de réduction ÖBB ainsi que du Top-Jugendticket et de la carte semestrielle Wiener Linien peuvent utiliser le CAT à un prix réduit de plus de 50%. Les billets CAT à prix réduit coûtent donc 7 € (aller) et 12 € (retour). La catégorie de train est un produit haut de gamme avec une structure de prix correspondante. Toutefois, une réduction est accordée aux détenteurs de diverses cartes de fidélité. Les enfants de moins de 15 ans voyagent gratuitement.